# Хильберг, Рауль
Рау́ль Хи́льберг (нем. Raul Hilberg, 2 июня 1926, Вена — 4 августа 2007, Уиллистон, Вермонт) — американский историк, виднейший историограф Холокоста.

## Биография и главная книга
Вместе с семьей покинул Австрию в 1938 году. Участвовал во Второй мировой войне, служил в Отделе военной документации вооружённых сил США. После войны закончил Колумбийский университет, защитил диссертацию под руководством Франца Нойманна. Много лет преподавал в Вермонтском университете. В 1961 году появилась его написанная исключительно на основе нацистских документов монография «The Destruction of the European Jews» («Уничтожение евреев Европы», на русском языке не выходила) — по формулировке Ханны Арендт в её книге «Эйхман в Иерусалиме» (1963), «первое ясное описание невероятно сложной механики уничтожения, разработанной нацизмом». Книга стала настольной для исследователей Холокоста и историков XX столетия, в 1985 году она в значительно расширенном и дополненном виде была издана в трёх томах. Ещё одно прижизненное трёхтомное издание вышло в 2003 году.
Хильберг был одним из основателей и научным экспертом Мемориального музея Холокоста в Вашингтоне. Участвовал в фильме Клода Ланцмана «Шоа».

## Другие сочинения
- Documents of destruction: Germany and Jewry, 1933—1945/ Hilberg, Raul (ed.). Chicago: Quadrangle Books, 1971  (англ.)
- The politics of memory: The journey of a Holocaust historian. Chicago: Ivan R. Dee, 1996 (автобиография)  (англ.)
- Perpetrators, Victims, Bystanders: The Jewish catastrophe, 1933—1945. New York: Aaron Asher Books, 1992  (англ.)
- Sources of Holocaust research: An analysis. Chicago: I.R. Dee, 2001  (англ.)

## Признание
Награждён крестом ФРГ за заслуги (2002), почетный доктор Венского университета (2002), член Американской Академии искусств и наук (2005). Лауреат премии Ганса и Софи Шолль (2002).